# Ataxia variegata
Ataxia variegata är en skalbaggsart som beskrevs av Fisher 1925. Ataxia variegata ingår i släktet Ataxia och familjen långhorningar.
Artens utbredningsområde är Kuba. Inga underarter finns listade.